# 岩渕美智子
岩渕 美智子（いわぶち みちこ、1955年8月4日 - ）は、日本の政治学者。現在は東京都立大学(OU講座)講師。専門は、国際関係論・NPO論など。

## 来歴
東京都目黒区出身。青山学院大学卒業。石油会社や環境関連財団準備事務局に勤めたのち、米国ジョージタウン大学大学院で修士課程終了。東洋大学助教授・宮城県環境生活部次長などを経て現職。
- 1992年 - 東洋大学法学部専任講師
- 1995年 - 東洋大学法学部助教授
- 1998年 - 宮城県環境生活部次長
- 2002年 - 東北福祉大学客員教授
- 2006年 - 東洋大学経済学部兼任講師
- 2008年 - 学校法人高根学園理事
- 2018年 - 首都大学東京(OU)講師
- 2020年 - (大学名が東京都立大学に改称)

### 政歴
- 2001年7月 - 仙台市長選挙に立候補し、現職の藤井黎に敗れ落選[2]。
- 2002年6月 - 千葉県松戸市長選挙に立候補し、現職の川井敏久に敗れ落選。
- 2003年11月 - 第43回衆議院議員総選挙に静岡県第7区から民主党公認で立候補し、城内実に敗れ落選。
- 2007年7月 - 第21回参議院議員通常選挙に千葉県選挙区から国民新党公認で立候補したが落選[3]。
- 2015年12月 - 小金井市長選挙に無所属で立候補したが西岡真一郎に敗れ落選[1]。12月28日、地域政党自由を守る会顧問に就任[4]（翌年退任）。
- 2019年7月 - 第25回参議院議員通常選挙に比例区から日本維新の会公認で立候補したが落選[5]。
- 2023年4月 - 目黒区議会議員選挙に無所属で立候補したが落選[6]。

## 著書
- 「ワシントンから日本への20の警告」（時事通信社）
- 「湾岸戦争は日本をどう変えるか」（西日本新聞社）
- 「国連･地球社会の選択（共訳）」（PHP出版）
- 「戦後アメリカ外交の軌跡（共著）」（勁草書房）
- 「政治のしくみがわかる本」（アスカ出版）
- 「公務員のためのNPO読本（共著）」（ぎょうせい）
- 「政治学の授業・マスコミが伝えない政権交代後の流れ」（弘周舎）
- 「政治は動いていないのか・東日本大震災と政治」（パブラボ社）　など

## 出演
- テレビ
  - 「クリントン大統領就任式解説」（NHK・BS1)
  - 「予防外交とは」（NHK・｢視点･論点」）
  - ブロードキャスター（TBS) のコメンテーター
  - 愛川欽也の「パック･イン・ニュース」　　　　など